# François Legressier-Bellanoy
François Joseph Alexis Legressier-Bellanoy est un homme politique français né le 17 juillet 1746 à Boulogne-sur-Mer (Pas-de-Calais) et décédé le 4 octobre 1816 à Samer (Pas-de-Calais).
Avocat, bailli de Tingry en 1782, il participe à la rédaction des cahiers de doléances du Boulonnais et devient premier suppléant, mais n'est pas appelé à siéger. Il est député du Pas-de-Calais de 1791 à 1792, siégeant avec les modérés.

## Sources
- « François Legressier-Bellanoy », dans Adolphe Robert et Gaston Cougny, Dictionnaire des parlementaires français, Edgar Bourloton, 1889-1891 [détail de l’édition]